# Hiptage nayarii
Hiptage nayarii är en tvåhjärtbladig växtart som beskrevs av R.C. Srivastava. Hiptage nayarii ingår i släktet Hiptage och familjen Malpighiaceae. Inga underarter finns listade i Catalogue of Life.